# Faceless
Faceless es el tercer álbum de estudio de la banda estadounidense de heavy metal Godsmack. En el álbum hace su primera aparición Shannon Larkin, antiguo batería de la banda Ugly Kid Joe. Se lanzó al mercado el 8 de abril de 2003.
Las canciones "Straight Out of Line" y "I Stand Alone" recibieron nominaciones a los Premios Grammy como mejor canción rock y mejor actuación de rock respectivamente.

## Grabación y temática
El proceso de composición, según Erna, fue independiente, ya que la banda se encerró en una casa alquilada en Miami, Florida y escribió sin distracciones ni influencias de la escena musical que tenía lugar a su alrededor.
Respecto a la temática del álbum, Erna comentó en LAUNCH Media: "A veces es un poco más musical, es un poco más melódico, pero sigue siendo crudo". "Sigue siendo duro. Aun tiene ese punto a Godsmack, aunque no es tan agresivo, quizá, como los trabajos anteriores. Pero sigue teniendo crudeza... Bueno, no debería decir eso. Hay un par de canciones jodidamente bestias en el álbum. Aunque en general creo que es realmente, bueno, material bien compuesto. Estoy realmente orgulloso de él". Erna encontró su inspiración después de leer el libro del batería de Rush Neil Peart titulado Ghost Rider: Travels on the Healing Road, y compuso la canción "Serenity", cuyo motif Merrill dice que es similar al sonido de tambores tribales de su éxito "Voodoo".

## Lanzamiento
Faceless debutó en el puesto número uno de la lista Billboard 200, vendiendo 269.000 copias en su primera semana, llegando a vender más de un millón de copias sólo en Estados Unidos. Faceless logró superar a la banda de nu metal Linkin Park, con su segundo álbum de estudio Meteora, que bajó a la segunda posición de la lista de Billboard 200. Faceless también debutó en el puesto número nueve de la lista de ventas de Canadá y en el puesto número uno de la lista de álbumes vendidos en Internet.
El sencillo "Straight Out of Line" consiguió una nominación a los Premios Grammy en la categoría de "Mejor actuación de hard rock". El Grammy se lo llevó el sencillo de Evanescence, "Bring Me to Life".
Erna recordó que la banda se encontraba ensayando para la siguiente gira cuando recibió la noticia de que el álbum había debutado en el puesto número uno de la lista Billboard 200. "Bueno, estábamos en West Palm Beach, Florida ensayando para esta gira cuando llegó una llamada y me dejó alucinado porque habíamos trabajado duro en el álbum y queríamos que gustase a la gente y que todo fuera bien", dijo Erna. "Pero no teníamos ni idea que llegaría al número uno y es muy gratificante saber que se recompensa el trabajo duro".

## Recepción
El álbum recibió críticas diversas, llegando a obtener un 50% de puntuación en Metacritic. Las reseñas positivas vinieron de Alternative Press, que dijo de Faceless que era "impávidamente heavy, este metal de medio tiempo no desilusionará a los seguidores"; de E! Online, que dijo que tenía "furia y riffs con drama épico"; y de antiMUSIC que, entre otras cosas, dijo que era un poco más refinado y maduro que el primer disco, y que tenía unas composiciones más fuertes y más entrega que Awake. También, dijo que "con este disco, Godsmack ha forjado su propia identidad musical y justifica su posición como una de las bandas más vendedoras del hard rock". Las críticas negativas se centraron en los riffs de guitarra y la voz. Allmusic le concedió dos estrellas y media de cinco, diciendo que el álbum "es más fluido que Awake, pero que la banda seguía sin enganchar esos ganchos pop que hicieron de su debut un éxito". Rolling Stone dijo que "cualquiera que sea la novedad que su sonido tuvo alguna vez, hace mucho tiempo que ha desaparecido, y la poesía premonitoria y el aullido estreñido de Sully Erna son casi para reírse."

## Lista de canciones
| N.º | Título                 | Escritor(es)  | Duración |  |
| 1.  | «Straight Out of Line» | Erna          | 4:19     |  |
| 2.  | «Faceless»             | Erna          | 3:35     |  |
| 3.  | «Changes»              | Erna, Rombola | 4:19     |  |
| 4.  | «Make Me Believe»      | Erna          | 4:08     |  |
| 5.  | «I Stand Alone»        | Erna          | 4:07     |  |
| 6.  | «Re-Align»             | Erna          | 4:20     |  |
| 7.  | «I Fucking Hate You»   | Erna          | 4:08     |  |
| 8.  | «Releasing the Demons» | Erna          | 4:12     |  |
| 9.  | «Dead and Broken»      | Erna          | 4:11     |  |
| 10. | «I Am»                 | Erna          | 3:59     |  |
| 11. | «The Awakening»        | Erna          | 1:30     |  |
| 12. | «Serenity»             | Erna, Rombola | 4:34     |  |

### Pistas adicionales Reino Unido
| N.º | Título             | Duración |  |
| 1.  | «Keep Away (vivo)» | 7:42     |  |
| 2.  | «Awake (vivo)»     | 5:39     |  |

## Personal
- Sully Erna - guitarra rítmica, voz, productor
- Tony Rombola - guitarra líder, coros
- Robbie Merrill - bajo, coros
- Shannon Larkin - batería, percusión
- Tommy Stewart - batería en "I Stand Alone"
- David Bottrill - productor, ingeniero, mezclas
- P.R. Brown - dirección artística, diseño, fotografía
- Kent Hertz - ingeniero, protools
- Marc Stephen Lee - ingeniero asistente, protools
- Peter Lubin - merchandising
- Bob Ludwig - masterización
- Ben Sanders - ingeniero asistente, protools
- Kevin Sheehy - asistente
- "Viggy" Vignola - programación